# Ipparchico
Ipparchico (in greco antico: Ἱππαρχικός?, Hipparchikós), o Ipparco, è uno dei due trattati di equitazione dello storico ateniese Senofonte. In italiano è stato tradotto anche col titolo esplicativo Il manuale del comandante della cavalleria. L'altra opera di Senofonte in materia è il Περὶ ἱππικῆς (Peri hippikēs), di solito tradotto Sull'equitazione.
L'Ipparchico si occupa prevalentemente delle funzioni del comandante di cavalleria (Ipparco), mentre Sull'equitazione tratta della cura, della  selezione e dell'addestramento dei cavalli in generale.

## Una delle prime opere sull'equitazione
I trattati di Senofonte, scritti entrambi intorno al 350 a.C., sono stati considerati le prime opere esistenti sull'equitazione in tutta la letteratura, fino alla pubblicazione da parte di Bedřich Hrozný nel 1931 di un testo ittita, che risale al 1360 a.C. Un trattato di equitazione di Plinio il Vecchio è perduto, come anche un'opera di Simone di Atene, che è citato due volte da Senofonte in Sull'equitazione. Alcuni frammenti del trattato di Simone sono tuttavia sopravvissuti e sono stati pubblicati da Franz Ruehl nel 1912.

## Edizioni italiane
- L' arte di cavalcare e I doveri dell'Ipparco, traduzione di Alessandro Sozzifanti, Pistoia, Officina Tipografica Cooperativa, 1911.
- L' arte della cavalleria; Il manuale del comandante della cavalleria, traduzione, commento e illustrazioni di Giuseppe Cascarino, Rimini, Il Cerchio, 2007.
- Ipparchico. Manuale per il comandante di cavalleria, introduzione, traduzione e note di Corrado Petrocelli, Bari, Edipuglia, 2001.